# Csőrösrovarok
A csőrösrovarok vagy skorpiófátyolkák (Mecoptera) az ízeltlábúak törzsének és a rovarok osztályának egyik rendje mintegy 500 recens fajjal.

## Származásuk, elterjedésük
Magyarországon 9 fajuk él.

## Megjelenésük, felépítésük
Kis és közepes méretű (legfeljebb 3,5 cm-es) rovarok ősi rendje. Szájszervük rágó-szívó. Nagy, oldalt ülő összetett szemeiken kívül általában 3 pontszemük is van. A fejükön csaknem mindegyikük lefelé irányuló rostrumot visel, ami a megnyúlt fejpajzsból, a pofák alapi részéből és az állkapocs szárából nőtt össze. Csápjuk serte- vagy fonálszerű.
Potrohuk 9–10 szelvényből áll; a hímek potrohának első hat szelvénye normális, a 7. és 8. hosszú nyéllé forrt össze, a 9. és a 10. ivarkészülékké alakult.
Általában két pár, jól fejlett hártyás szárnyukat nyugalomban egy síkban, kissé szétterpesztve tartják. A hótücskök és egyes kapcsos lábú csőrösrovarok szárnyai visszafejlődtek.
Lábaik általában hosszú járólábak. Lábfejük öt ízű.
Lárvájuk:
- campodeoid,
- hernyószerű vagy
- pajorszerű

lehet.

## Életmódjuk, élőhelyük
Hemimetamorfózissal fejlődnek — ez azt jelenti, hogy az újszülöttek — a harmadlagos lárvák — táplálkozása és/vagy élőhelye drasztikusan különbözik az ivarérett egyedekétől, bár testszelvényeik száma megegyezik. Szerveik többsége ideiglenes, úgynevezett lárvaszerv. Az imágókra jellemző végleges szerveik kifejlődéséhez a lárvakori fejlődés végén nyugalmi, azaz bábállapotba vonulnak, tehát fejlődésük lárva–báb–imágó szakaszokra bontható.
A lárvák többnyire a talajban, avarban, illetve mohapárnákban élnek, de egyesek víziek. Fejlődésük legfeljebb két évig tart. A talajban bábozódnak be, a kikelt imágók nyirkos, sűrű növényzetű helyeken élnek. Ragadozók, szaprofágok vagy növényevők.

## Rendszerezésük
A rend családjai:
- Nannochoristidae
- hótücskök (Boreidae)
- Meropeidae
- Eomeropidae
- Apteropanorpidae
- Choristidae
- Panorpodidae
- kapcsoslábú csőrösrovarok (Bittacidae)
- skorpiólegyek (Panorpidae)

|  |